# Pólipo endometrial
Pólipo endometrial ou pólipo uterino é uma neoplasia benigna do epitélio do útero (endométrio). Durante toda a vida, ocorrem em até 10 por cento das mulheres, sendo mais comuns em mulheres entre 40 e 60 anos. Frequentemente não causam sintomas, principalmente os menores e solitários. Pólipos grandes e múltiplos causam sangrados uterinos anormais (menorragia e/ou metrorragia). Apenas 0,5 por cento dos pólipos contêm células cancerosas (adenocarcinoma), sendo o risco maior com a maior idade.

## Causas
Os pólipos uterinos são sensíveis ao estrogênio, o que significa que eles crescem em resposta ao estrogênio circulante. Fatores de risco incluem obesidade, hipertensão arterial, uso de tamoxifeno, terapia de reposição hormonal e uma história de pólipos cervicais.

## Diagnóstico
Os pólipos endometriais podem ser detectados por ultrassonografia transvaginal (sonohisteroscopia) e histeroscopia. Após remover um pólipo com curetagem uma biópsia para garantir que não há células malignas (mais de 99 por cento são benignos).

## Tratamento
Os pólipos podem ser removidos cirurgicamente com dilatação e curetagem. Quando a curetagem é realizada sem histeroscopia (visualizar o útero com uma câmera), os pólipos podem passar despercebidos. Pólipos grandes podem ser cortado em seções e removidos em partes. Os pólipos raramente voltam a crescer. Se as células cancerosas são descobertas, uma histerectomia (remoção cirúrgica do útero) pode ser realizada.
Medicamentos hormonais, incluindo progestinas e agonistas da hormona liberadora de gonadotropina, podem reduzir os sintomas dos pólipos temporariamente, mas o sangrado frequentemente volta sem a medicação.